# Ama Dablam
De Ama Dablam is een berg in de Himalaya in het oostelijk deel van Nepal. Ama Dablam betekent moeders halsketting. Op het hoogste punt is de berg 6812 m hoog, bij de lagere westelijke piek 5563 m.

## Beklimmingen
In 1951 keerden twee Britse bergbeklimmers niet terug nadat zij waren begonnen de Ama Dablam te beklimmen. De zuidwestelijke kant van de Ama Dablam werd voor het eerst beklommen op 13 maart 1961 door Mike Gill, Barry Bishop, Mike Ward en Wally Romanes. Dit gebeurde in het kader van de door Edmund Hillary geleide Silver Hut-expeditie. De zuidwestelijke kant van de Ama Dablam is sindsdien bij bergbeklimmers een van de meest geliefde plekken van de Himalaya. In 1979 werd de berg opnieuw beklommen door de individuele bergbeklimmer Jeff Lowe. In de herfst van datzelfde jaar bedwong een Franse expeditie de moeilijke noordoostzijde en probeerde een Nieuw-Zeelands team onder leiding van Peter Hillary het aan de westzijde, waarbij een van de bergbeklimmers door een stuk gletsjer om het leven kwam. De jaren daarna werden ook andere kanten van de berg voor het eerst bedwongen.
Robert Eckhardt beklom in 1995 als eerste Nederlander de Ama Dablam. Hij ging via de normaalroute over de zuidwestgraat.
In 2002 bereikte Frits Vrijlandt de top. In 2009 stond het echtpaar Henk Wesselius en Katja Staartjes op de top. Arnold Coster beklom de berg 4 maal. In 2023 stonden Rob Gietema en Jan Maarten Vrolijk op de top onder zijn leiding. Allen via de normaalroute. In november 2024 stond Gaby Dijkstra op de top, ook via de normaalroute, als onderdeel van haar PhD-onderzoek naar het werkende leven van gidsen en sherpa's in de extreme bergsport. 
Eerste Belg op de top van de Ama Dablam was poolreiziger Alain Hubert op 26 april 1983. Hij slaagde hierin dankzij de steun van een Belgisch-Zwitserse expeditie, waarvan ook een aantal van zijn familieleden zoals Nadine Hubert, deel uitmaakten. In de winter van 1992 beklom hij de Ama Dablam een tweede maal.
Andere Belgische alpinisten die de top haalden zijn: Didier Goethghebuer (top op 3/12/1992), Roland De Bare De Comogne (24/10/2002), Liesbeth Dessent (19/10/2004), Stephan Genten (19/10/2004), Nico Merciny (20/10/2007), Guy Van Cool (20/10/2007), Griet Veris (20/10/2007), Johan Van Damme (16/11/2007), Tom Van den Berghe (1/11/2009), Koen De Clerck (1/11/2009), Ann Brees (23/10/2010), Andries Etienne (3/11/2010), Damien François (2010 & 2020), Tom Schindfessel (2014), Andy Leemans (2014), Davy Aerts (2017), Stefan Wagemans (2017).
De Belgische alpiniste en tv-presentatrice Sofie Lenaerts beklom de berg in 2022, samen met landgenoot Steven Maginelle.  
Het alpinisme kende in België een groeiende populariteit dankzij de oprichting van de Club Alpin Belge in 1883. Mede dankzij koning Albert I van België, een fervent klimmer, won het alpinisme in België tijdens de eerste helft van de 20ste eeuw aan populariteit.  

Ama Dablam
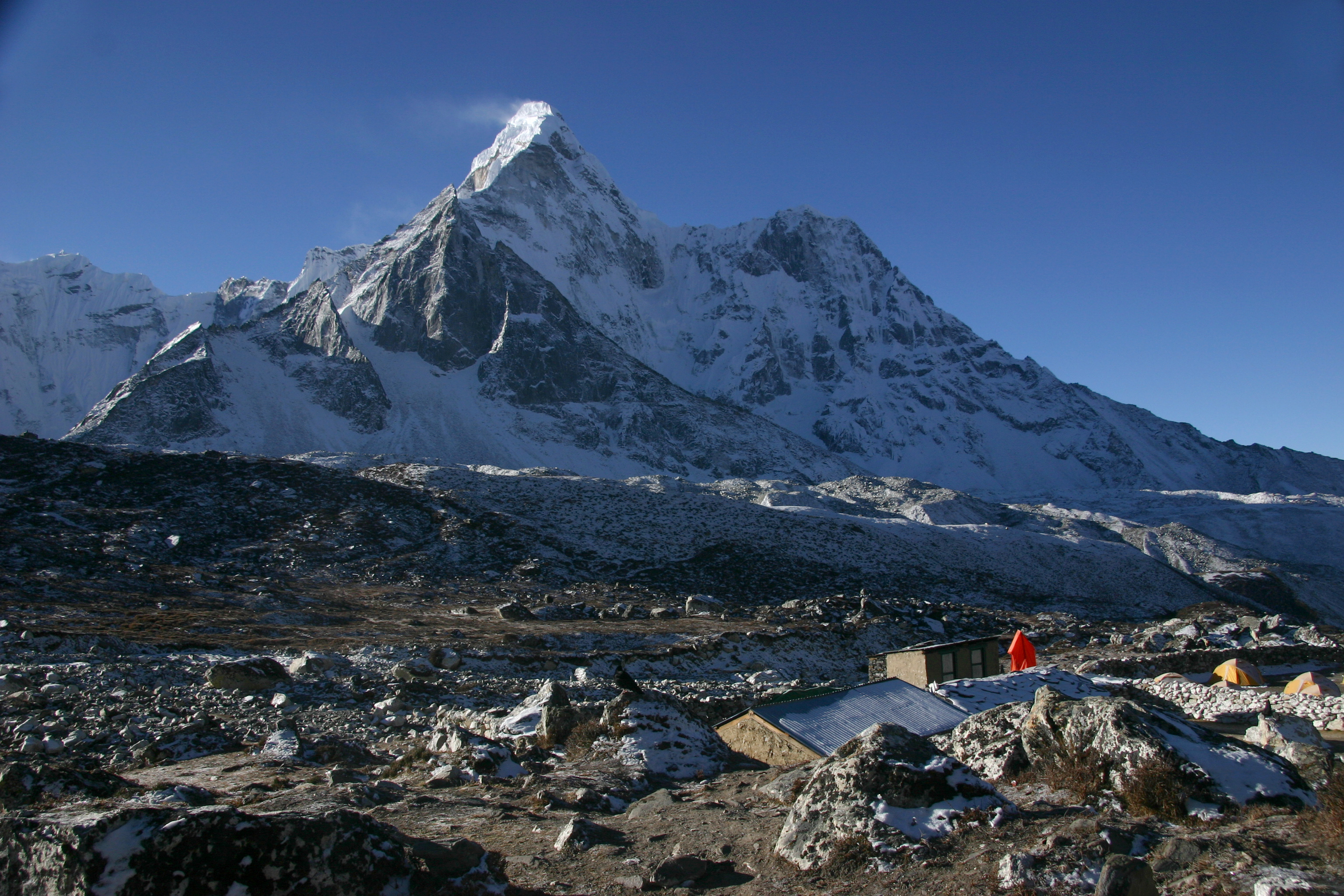
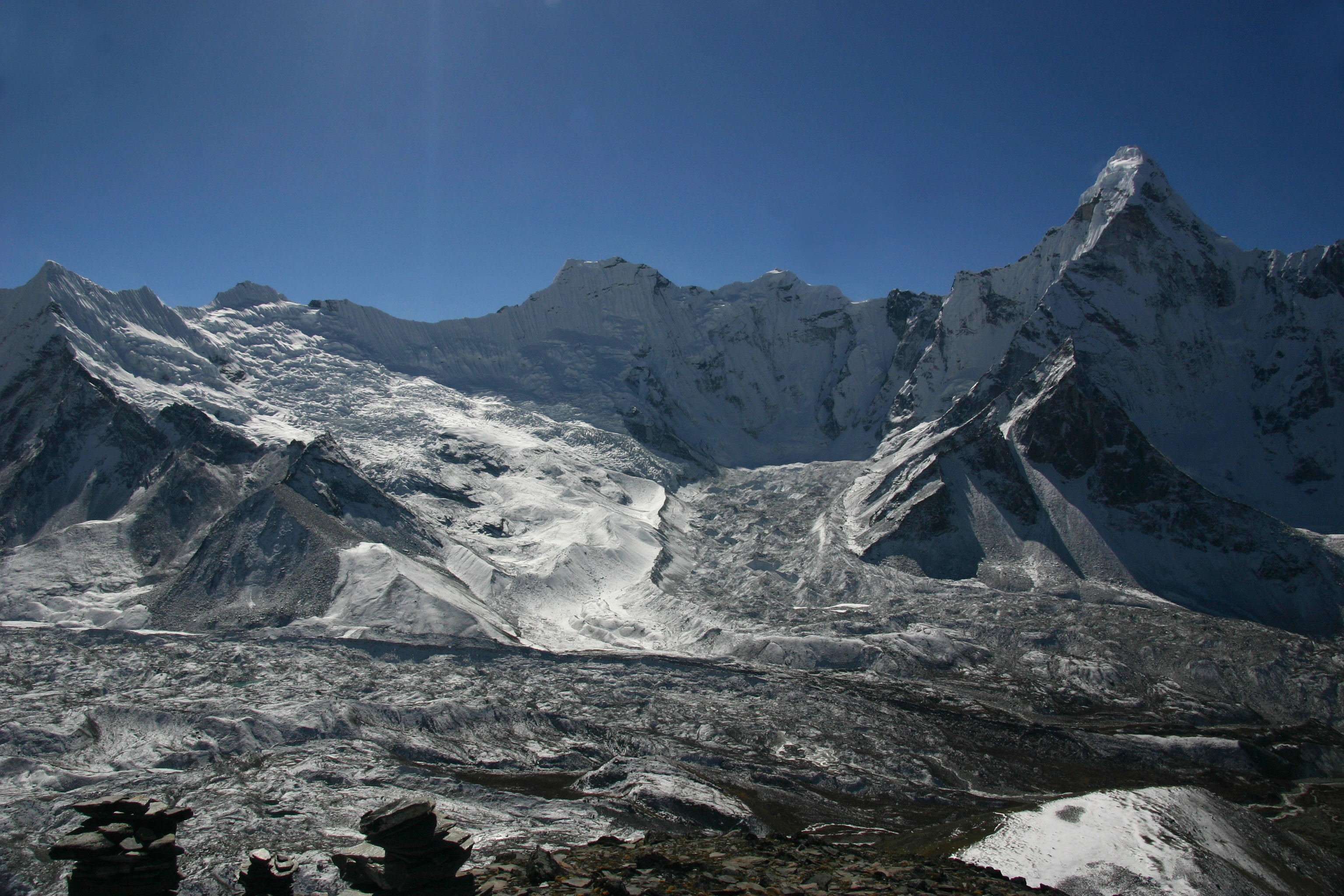
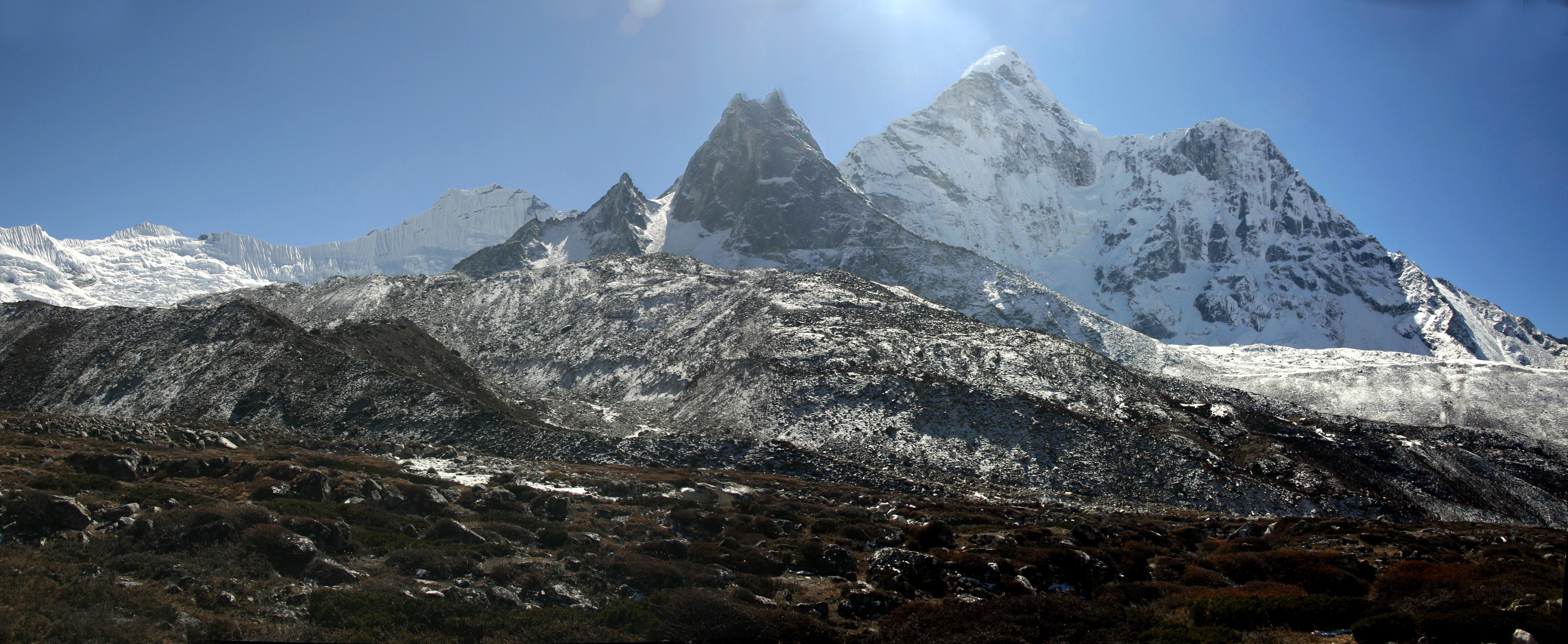
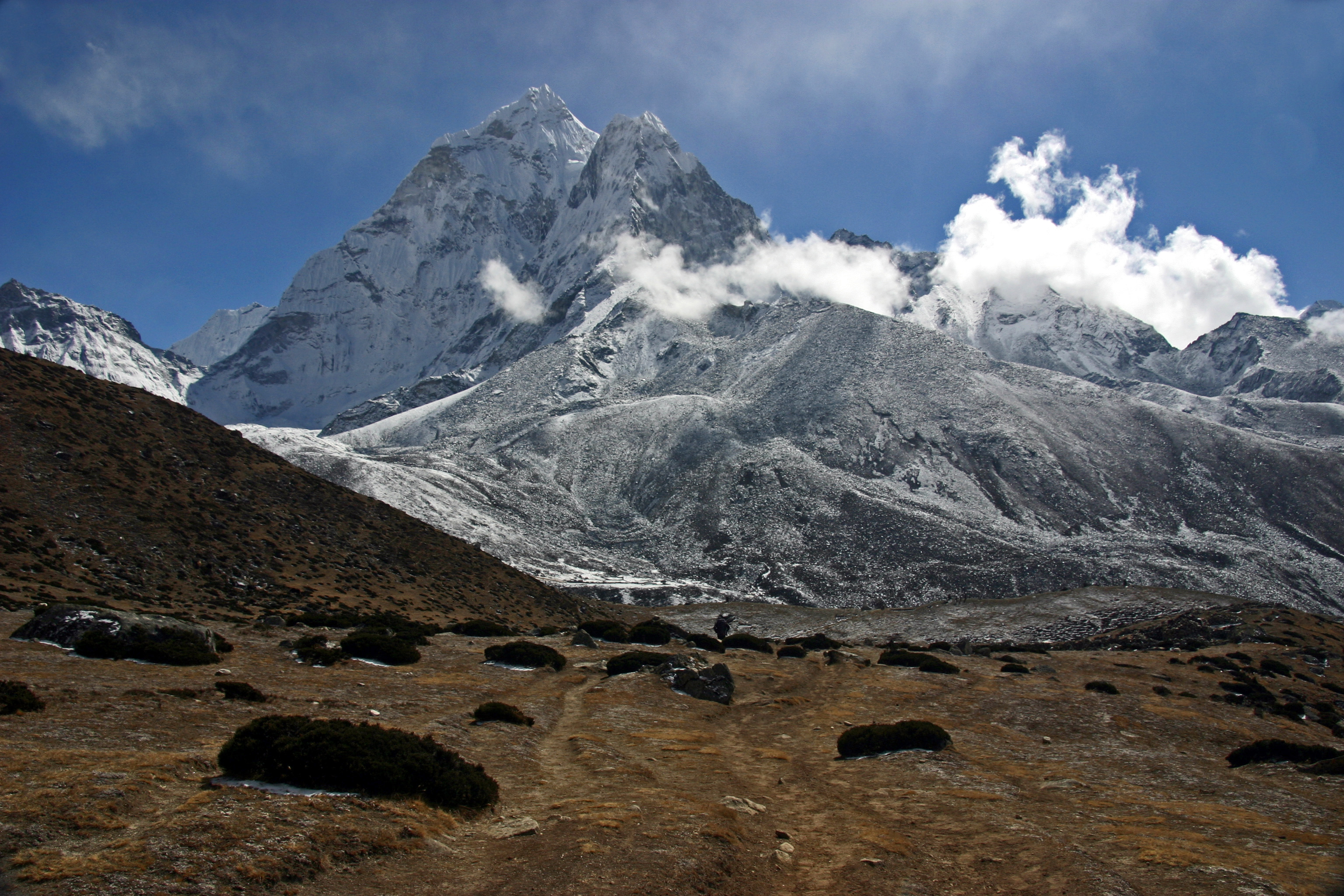
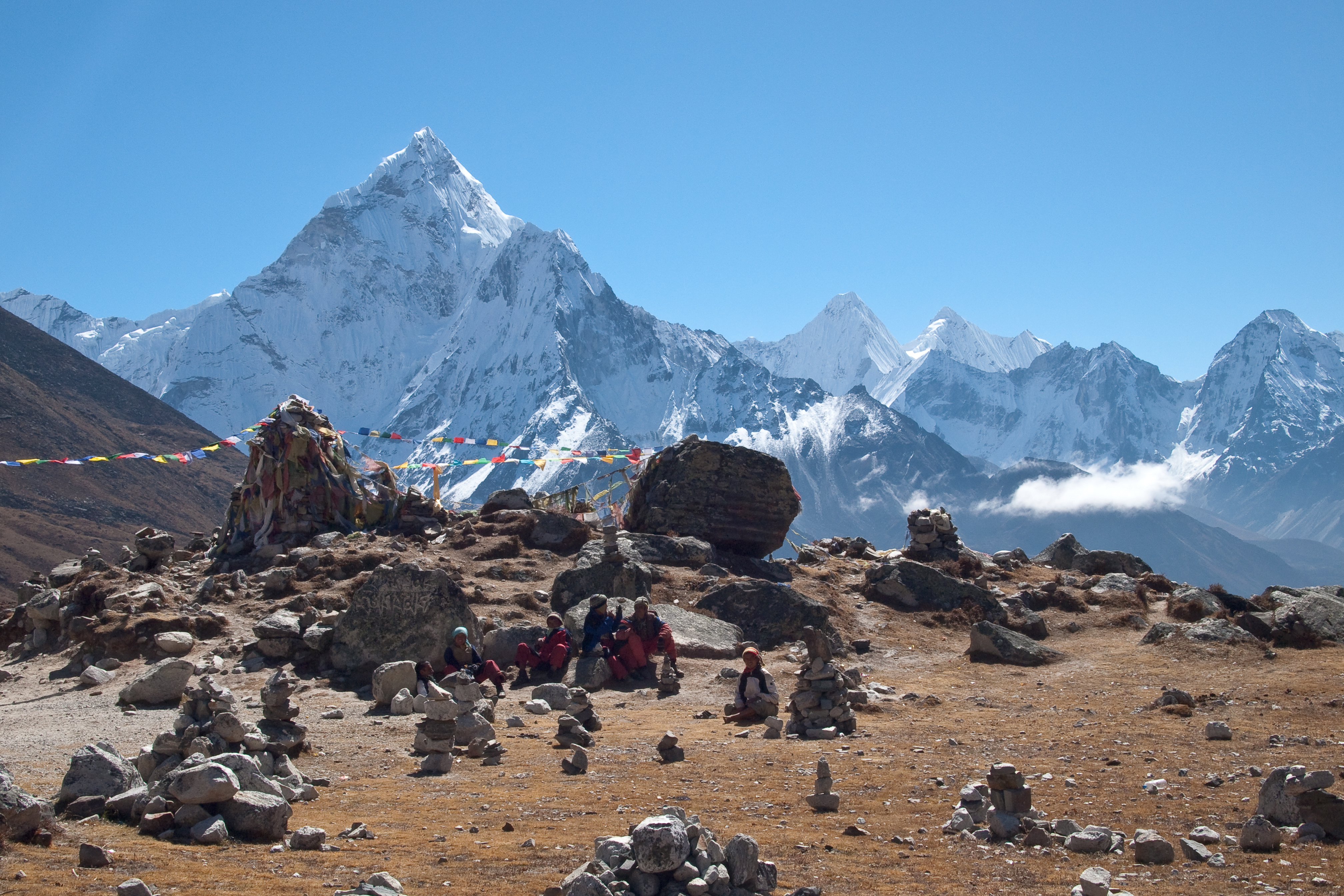
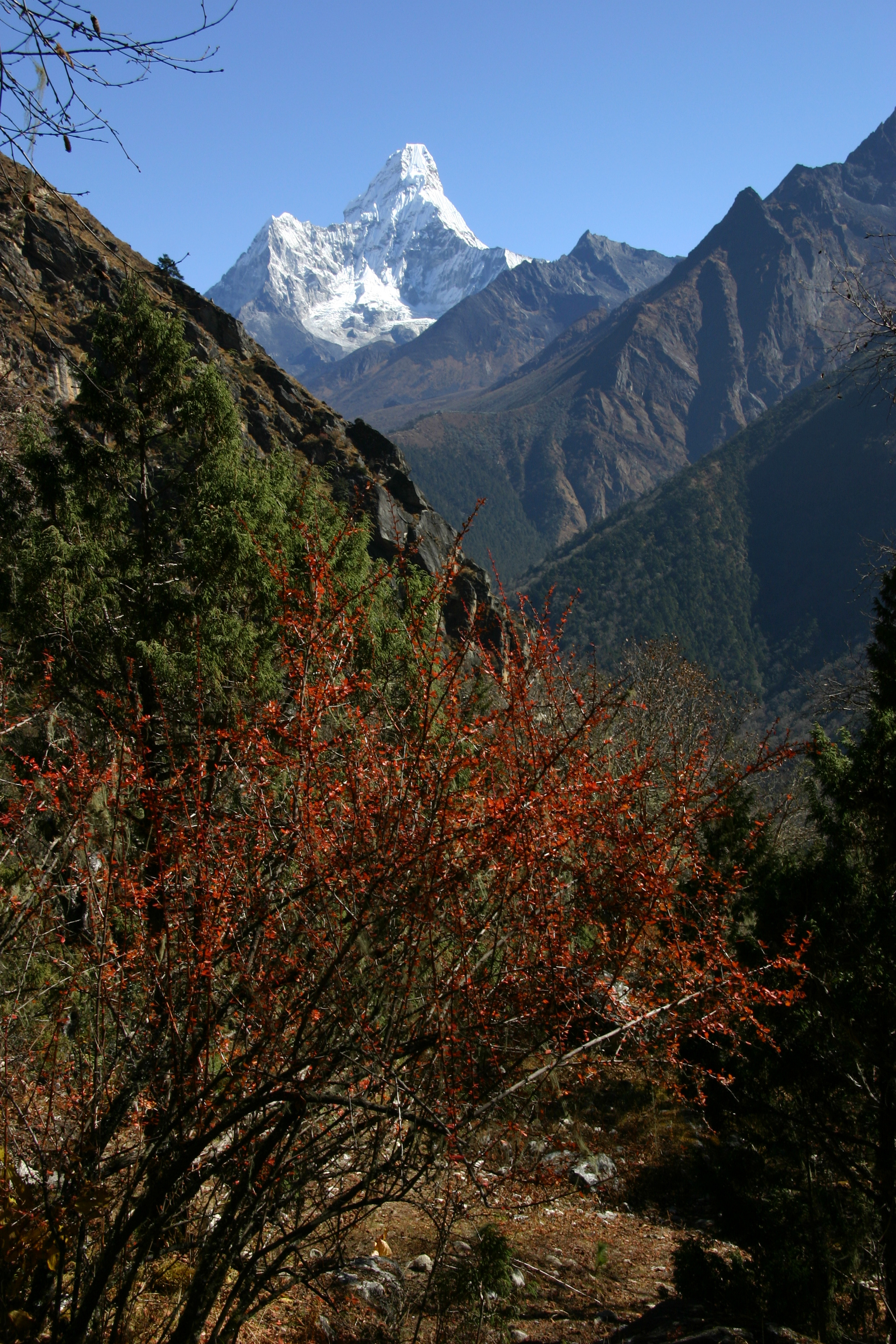